# Ороваць
45°52′ пн. ш. 16°58′ сх. д. / 45.86° пн. ш. 16.97° сх. д.
Ороваць (хорв. Orovac) — населений пункт у Хорватії, у Б'єловарсько-Білогорській жупанії у складі громади Северин.

## Населення
Населення за даними перепису 2011 року становило 341 осіб.
Динаміка чисельності населення поселення: